# Kaple svaté Rodiny (Černá Hora)
Kaple svaté Rodiny v Černé Hoře se nachází severovýchodně od černohorského zámku v lesoparku Paseka na Zámeckém vrchu.

## Historie
Podle datování nad hlavním vchodem byla kaple postavena v roce 1726 moravským zemským účetním Augustinem Kavánkem pro bratrstvo svatého Josefa v Černé Hoře. Roku 1782 byla kaple za josefínských reforem zrušena a zůstala bez využití. Obnovena byla roku 1837 jakožto zámecká kaple. V roce 1864 byla na západní straně Zámeckého vrchu postavena křížová cesta. Roku 1925 byly přistavěny, dle návrhu architekta de Wittena po obou stranách kaple ambity. Celá kaple následně přeměněna na místo posledního odpočinku rodu Friesů, kteří černohorské panství vlastnili od roku 1859.
Od roku 1950, kdy v místním zámku vznikl Domov důchodců, zůstala kaple bez využití a opět chátrala. Teprve v roce 1990 byla provedena oprava střechy. O deset let později byla opravena omítka a obvodová zeď. Roku 2012 proběhla další rozsáhlá rekonstrukce kaple, která byla podpořena dotací z Evropské unie v rámci Evropského zemědělského fondu pro rozvoj venkova v rámci osy IV Leader Programu rozvoje venkova ČR. Při rekonstrukci byla vyměněna střešní krytina, opraveny krovy, fasáda, interiér, okna, dveře, dlažba a vstupní portál.
Kaple je jako součást zámeckého areálu chráněna od roku 1964 jako kulturní památka.